# 越谷市立蒲生南小学校
越谷市立蒲生南小学校（こしがやしりつ がもうみなみしょうがっこう）は、埼玉県越谷市南町にある公立小学校。

## 沿革
- 1973年4月 - 越谷市立蒲生第二小学校、越谷市立川柳小学校を分離して越谷市立蒲生南小学校として開校
- 1973年10月 - 校章制定
- 1975年12月 - 校歌制定[1]

## 教育目標
- よい子（徳）
- 強い子（体）
- 考える子（知）

## 通学区域
- 伊原一丁目 - 全域
- 伊原二丁目 - 全域
- 蒲生二丁目 - 全域
- 蒲生愛宕町 - 全域
- 蒲生南町 - 全域
- 南町一丁目 - 全域
- 南町二丁目 - 全域
- 南町三丁目 - 全域[2]

## 著名な出身者
- 益若つばさ - ファッションモデル
- はんくん - YouTuber（エスポワールTRIBE）
- ひろと - YouTuber（エスポワールTRIBE）